# Pasajero
Pasajero é o décimo terceiro álbum de estúdio da banda Gipsy Kings, lançado a 3 de Outubro de 2006.
O disco atingiu o nº 6 do Latin Pop Albums e o nº 4 do Top World Music Albums.

## Faixas
Todas as músicas por Gipsy Kings, exceto onde anotado
1. "Si Tu Me Quieres" - 3:12
2. "Pueblos" - 2:58
3. "Mira La Chica" (Eidel, Gipsy Kings) - 2:51
4. "Café" - 3:22
5. "Chan Chan" (Répilado) - 2:46
6. "Canastero" - 3:57
7. "Donde Esta Mi Amor" - 3:37
8. "Amor" - 3:25
9. "La Tounga" - 3:28
10. "Sol y Luna" - 3:24
11. "Guaranga" - 3:17
12. "Pasajero" - 3:05
13. "Recuerdos a Zucarados" (Gipsy Kings, Rivas) - 3:04
14. "La Vida de Gipsy" - 6:16

## Créditos
- Diego Baliardo - Guitarra, vocal, palmas
- Paco Baliardo - Guitarra, vocal, palmas
- Tonino Baliardo - Guitarra, vocal, palmas
- Michael Delakian - Trompete
- Philippe Eidel - Percussão, piano, acordeão, teclados
- Pierre Olivier Govin - Saxofone
- Bernard Paganotti - Baixo
- Patrice Renson - Bateria
- Andre Reyes - Guitarra, vocal, palmas
- Francois Canut Reyes - Guitar, vocals, palmas
- Nicolás Reyes - Guitarra, vocal, palmas
- Patchai Reyes - Guitarra, vocal, palmas
- Antonio Rivas - Acordeão